# وتدية لوية
وتدية لوية (الاسم العلمي: Corynebacterium lowii) هي نوع من البكتيريا تتبع جنس الوتدية من فصيلة الوتديات.